# Ksenia Símonova
Ksenia Símonova, en ucraniano Ксенія Симонова (Eupatoria, 22 de abril de 1985), es una artista de animación en arena de Ucrania. Comenzó a dibujar en arena tras el colapso de su negocio como consecuencia de la crisis de crédito y menos de un año más tarde participó en el concurso Ukraine's Got Talent. Resultó ganadora del concurso en 2009, construyendo una animación acerca de la vida en la Unión Soviética durante la Gran Guerra Patriótica contra el Tercer Reich en la Segunda Guerra Mundial.
Símonova ganó 1.000.000 grivnas ucranianas (cerca de USD125.000) al obtener el primer lugar en el concurso. Un video de su performance en YouTube ha recibido más de 39 millones de visitas.